# Jakobine Maurer

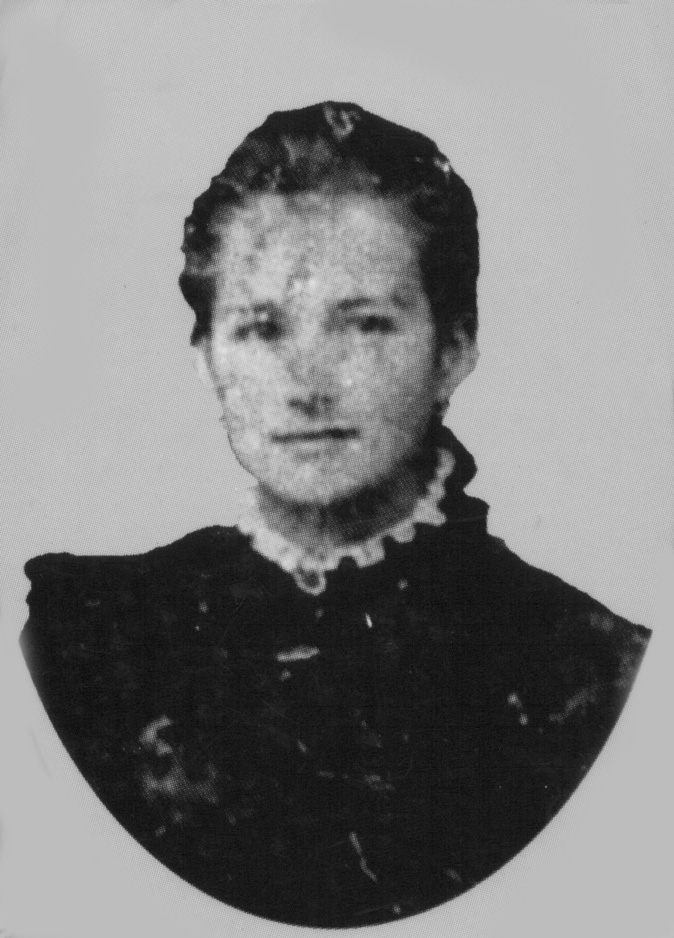
Jakobine Maurer

Jakobine Maurer (* Juni 1841 oder 1842 in Novo Hamburgo; † 2. August 1874 in Sapiranga) war eine deutschbrasilianische Sektenführerin. Als Oberhaupt der Mucker gelangte sie vor allem durch den Mucker-Aufstand von 1873/74 zu überregionaler Bekanntheit.

## Leben
Jakobine Maurer wurde im Juni 1841 oder 1842 als Jakobine Mentz, Tochter von André Mentz und Maria Elisabeth Müller, in Novo Hamburgo geboren. Diese waren als Angehörige der Wiedertäufer wegen religiöser Verfolgung von Deutschland nach Brasilien übergesiedelt.
1866 heiratete Jakobine Johann Georg Maurer, der sich in São Leopoldo einen Namen als Wunderheiler machte. Ab 1870 begann das Paar, in Sapiranga einen sektenartigen Kult um Jakobine aufzubauen. Jakobine erklärte öffentlich, die Reinkarnation Christi zu sein und verkündete in ihren Prophezeiungen die Apokalypse. Obwohl sie nicht sonderlich gebildet war, gelangte sie rasch zu einer beträchtlichen Zahl von Anhängern, die sich aus allen Gesellschaftsschichten rekrutierten. Der Somnambulismus, unter dem Jakobine seit Kindertagen litt, wurde als Beweis für ihre angeblich übersinnlichen Fähigkeiten angeführt.
Die Anhänger der Maurers nannten sich Mucker und legten eine zunehmende Militanz an den Tag. Ortsansässige, die sich weigerten, den Muckern beizutreten, wurden mit Gewalt bekämpft und auf Jakobines Befehl hin teilweise brutal ermordet. Die lokalen staatlichen Autoritäten waren nicht mehr in der Lage, den Mucker-Aufstand unter Kontrolle zu bringen, weswegen das Militär zur Niederschlagung der Fanatiker eingesetzt werden musste. Am 2. August 1874 wurde Jakobine, bis zuletzt erbittert von ihren Anhängern verteidigt, in einem Waldstück bei Sapiranga von brasilianischen Soldaten getötet.